# 季寓庸
季寓庸（?—?），字因是。扬州府泰興縣季家市（今靖江市季市鎮）人，明朝政治人物。

## 生平
天啓元年（1621年）辛酉科举人，天啓二年（1622年）聯捷壬戌科進士，歷任餘姚、臨海、濟源、祥符知縣，官至吏部主事，遷入泰興縣城朝陽鋪。屬於魏忠賢閹黨，崇禎二年定“逆案”，被革職閒居，在泰興經營鹽務。

## 家族
父季三卿是貢生，以子贵，封河南祥符縣知縣。
育有七子，長子季開生，順治六年（1649年）進士，次子季振宜，順治四年（1647年）進士。季芳馨是乾隆元年（1736年）進士，其餘有季貞、季舜有、季靜、季八士、季芝生。